# La Boissière (Mayenne)
La Boissière é uma comuna francesa na região administrativa do País do Loire, no departamento de Mayenne. Estende-se por uma área de 6.32 km². Em 2010 a comuna tinha 121 habitantes (densidade: 19,1 hab./km²).